# Saison 2015-2016 de l'En avant de Guingamp
Maillots
Chronologie
Saison précédente Saison suivante
La saison 2015-2016 de l'En avant de Guingamp, club de football français, voit le club évoluer en Ligue 1 pour la 10e fois de son histoire. Elle débute par la reprise de l'entraînement le 29 juin 2015. Le club est engagé dans trois compétitions, et commence ses matchs de compétition officielle le 8 août 2015 avec la première journée de Ligue 1, face au FC Nantes. Le club est aussi engagé en Coupe de France et en Coupe de la Ligue. 

## Transferts
| Mercato d’été    |             |                     |                        |                |
| Nom              | Nationalité | Transfert           | Provenance/Destination | Division       |
| Arrivées         |             |                     |                        |                |
| Frank Héry       | France      | Contrat pro         | EA Guingamp B          | CFA2           |
| Ludovic Blas     | France      | Premier contrat pro | EA Guingamp B          | CFA2           |
| Théo Guivarch    | France      | Premier contrat pro | FC Lorient B           | CFA2           |
| Nicolas Benezet  | France      | 1.2 M€              | SM Caen                | Ligue 1        |
| Sloan Privat     | France      | Prêt OA             | SM Caen                | Ligue 1        |
| Nill De Pauw     | Belgique    | 0.75 M€             | KSC Lokeren            | Jupiler League |
| Julien Bègue     | France      | Retour de prêt      | US Boulogne            | National       |
| Mana Dembélé     | Mali        | Retour de prêt      | AS Nancy-Lorraine      | Ligue 2        |
| Jimmy Briand     | France      | Fin de contrat      | Hanovre 96             | Bundesliga     |
| Départs          |             |                     |                        |                |
| Sylvain Marveaux | France      | Retour de prêt      | Newcastle United       | Premier League |
| Jérémy Pied      | France      | Retour de prêt      | OGC Nice               | Ligue 1        |
| Sambou Yatabaré  | Mali        | Retour de prêt      | Olympiakos             | Superleague    |
| Claudio Beauvue  | France      | 4.5 + 3 M€          | Lyon                   | Ligue 1        |
| Baïssama Sankoh  | Guinée      | Prêt                | Stade brestois         | Ligue 2        |
| Ronnie Schwartz  | Danemark    | Prêt OA             | Brøndby IF             | Superligaen    |
| Karim Achahbar   | France      | Prêt                | Luçon                  | National       |

| Mercato d’hiver          |             |                     |                        |             |
| Nom                      | Nationalité | Transfert           | Provenance/Destination | Division    |
| Arrivées                 |             |                     |                        |             |
| Jonathan Martins Pereira | France      | Transfert           | ES Troyes AC           | Ligue 1     |
| Mevlüt Erding            | Turquie     | Prêt                | Hanovre 96             | Bundesliga  |
| Jérémy Livolant          | France      | Premier contrat pro | EA Guingamp B          | CFA2        |
| Ronnie Schwartz          | Danemark    | Retour de prêt      | Brøndby IF             | Superligaen |
| Départs                  |             |                     |                        |             |
| Julien Bègue             | France      | Prêt                | Bourg-en-Bresse 01     | Ligue 2     |
| Ronnie Schwartz          | Danemark    | Prêt OA             | Esbjerg fB             | Superligaen |

## Saison

### Matchs amicaux
L'En avant de Guingamp reprend le chemin de l'entraînement le lundi 29 juin 2015. Ils effectuent un stage de préparation du 3 juillet au 11 juillet au Crouesty, dans le Morbihan, avant une série de 5 matchs de préparation.

### Ligue 1
La Ligue 1 2015-2016 est la soixante-dix-septième édition du championnat de France de football et la trèzième sous l'appellation « Ligue 1 ». La division oppose vingt clubs en une série de trente-huit rencontres. Les meilleurs de ce championnat se qualifient pour les coupes d'Europe que sont la Ligue des champions (le podium) et la Ligue Europa (le quatrième et les vainqueurs des coupes nationales). L'En avant de Guingamp participe à cette compétition pour la dixième fois de son histoire.

### Coupe de France
La coupe de France 2015-2016 est la 98e édition de la coupe de France, une compétition à élimination directe mettant aux prises tous les clubs de football amateurs et professionnels à travers la France métropolitaine et les DOM-TOM. Elle est organisée par la FFF et ses ligues régionales. L'En avant de Guingamp entre en lice en 32e de finale, au début de l'année 2016.

### Coupe de la Ligue
La Coupe de la Ligue 2015-2016 est la 22e édition de la Coupe de la Ligue, compétition à élimination directe organisée par la Ligue de football professionnel (LFP) depuis 1994, qui rassemble uniquement les clubs professionnels de Ligue 1, Ligue 2 et National.

### Statistiques
| Compétition       | Débute au tour | Termine | Matches joués | Gagnés | Nuls | Perdus | Buts pour | Buts contre | Différence |
| ----------------- | -------------- | ------- | ------------- | ------ | ---- | ------ | --------- | ----------- | ---------- |
| Ligue 1           | -              | -       | -             | -      | -    | -      | -         | -           | -          |
| Coupe de France   | 32e de finale  | -       | -             | -      | -    | -      | -         | -           | -          |
| Coupe de la Ligue | -              | -       | -             | -      | -    | -      | -         | -           | -          |
| Total             | -              | -       | -             | -      | -    | -      | -         | -           | -          |

## Aspects juridiques et économiques

### Structure juridique et organigramme
- Président de la SASP : Bertrand Desplat
- Vice-président de la SASP : Frédéric Legrand
- Président de l'association : Jean-Paul Briand
- Directeur de l’Association : Frédéric Legrand
- Directeur Administratif et Financier : Laurent Defains
- Responsable Administratif Equipe A : Aimé Dagorn
- Secrétariat SASP : Renée Toudic
- Secrétariat Association : Sylvie Le Buan
- Comptables : Laurence Bregüe et Marie-Laure Corbel
- Directeur Commercial : Bernard Cartier
- Responsable commercial : Franck Gérard
- Responsable Relations Extérieures : Jean-Charles Rosé
- Responsable Billetterie : Anne Person
- Responsable Boutique : Brigitte Pailloux
- Responsables Équipements Section Pro : Jean-Guy Donnart
- Responsable communication : Christophe Gautier
- Directeur de la Sécurité : Jean-Michel Le Houérou
- Responsable des arbitres : Jean-François Antoine

### Éléments comptables
- Budget : 25 M€

### Équipementiers et sponsors

#### Équipementier
- Patrick

#### Sponsors
- Breizh Cola
- Celtarmor
- Geodis Calberson
- Mère Lalie
- Celtigel
- Cré'actuel
- Système U
- Crédit mutuel de Bretagne

### Couverture médiatique

#### Télévisions
- beIN Sport
- Canal+
- Onzéo
- France 3 Bretagne (résumé vidéo)

#### Radios
- Variation FM
- Radio Bonheur

#### Internet
- Dailymotion

## Autres équipes

### Équipe réserve
Le tableau suivant liste  l'effectif amateur de l'En avant de Guingamp, entraîné par Claude Michel.